# Солина
Солѝна (на гръцки: Σωλήνα) е село в Егейска Македония, Гърция, в дем Касандра в административна област Централна Македония. Солина е разположено на източния бряг на полуостров Касандра - най-западният ръкав на Халкидическия полуостров, на километър южно от Калитея. Има население от 18 души (2001).